# Epitola ikoya
Epitola ikoya är en fjärilsart som beskrevs av Roche 1954. Epitola ikoya ingår i släktet Epitola och familjen juvelvingar. Inga underarter finns listade i Catalogue of Life.